# Период „Пролети и есени“
„Пролети и есени“ (на китайски: 春秋时代) е период от китайската история, продължил от 771 до 476 г. пр.н.е. и съответстващ грубо на първата половина от периода Източна Джоу. Името на периода произлиза от хрониката „Чунциу“ за държавата Лу, която по традиция е свързвана с Конфуций (551 – 479 г. пр.н.е.).
През този период централната власт на Джоу над различните феодални владения търпи упадък, докато все повече местни вождове получават де факто регионална автономия. Те не се подчиняват на кралския двор в Луоян и влизат във въоръжени конфликти помежду си. Въпреки това, оцеляването им изисква политически и икономически коалиции, както и натрупването на богатства. За тази цел са построени много канали, диги, язовири, пътища и подобни, често на междудържавна основа. Издигани са и дълги стени, не само като начин за защита на една държава от друга, но и от номадски племена. Търговците и занаятчиите започват да се оформят в значителна обществена прослойка. Образованието и интелектуалният живот също напредват. В хаоса на периода се раждат трима от най-известните и най-влиятелните китайски философи: Конфуций, Сун Дзъ и Лао Дзъ.
Държавата Джоу достига река Яндзъ, в чиято източна част се концентрира властта. Първият владетел на източната столица Луоян е Пин. Все пак, господарите на Джоу управляват само символично. Макар кланът да разполага със своя територията около Луоян, тя е твърде малка, за да състави достатъчно голяма армия. Вместо това, той зависи от съседните области за защита. Политическата структура на няколкото държави към началото на периода е относително свободна. Техни представители провеждат събрания, на които обсъждат общите договори или проблеми. Понякога, лидерът на дадена мощна държава е признаван за хегемон по време на криза или война. В такива времена, държавите на границата (например Цин) стават по-големи, тъй като имат място за разширяване.
През 497 г. пр.н.е. благородничеството в мощната държава Дзин започва гражданска война. Останалите по-слаби кланове се обединяват срещу нея и към 403 г. пр.н.е. вече са раздробили и поделили Дзин помежду си. Това бележи края на периода „Пролети и есени“ и началото на периода на воюващите държави.